# Klapa Zadranke
Klapa Zadranke, bila je hrvatska ženska klapa iz Zadra, prva isključivo ženska klapa, osnovana 1976. Njezin osnutak i djelovanje označili su prekretnicu i početak ženskoga izvođenja klapske glazbe. Dvostruke su pobjednice Festivala dalmatinskih klapa u Omišu, natječući se zajedno s muškim klapama. Djelovale su do 1997. godine. 
U svome drugonastupu na Omiškomu festivalu 1977. izborile su završnu večer i osvojile treću nagradu stručnoga žirija. God. 1983. osvajaju drugu nagradu stručnoga žirija i drugu nagradu publike. Sljedeće godine postaju apsolutnim pobjednicama Festivala, izvodeći Bukovicu voditelja Ivana Brkića i Kod Lepanta Ljube Stipišića. God. 1985. osvajaju treću nagradu stručnoga žirija, a 1986. drugi put postaju apsolutne pobjednice Festivala, osvajajući Zlatni štit i Zlatni leut. Na Festivalu u Omišu 1990. primaju skulpturu Vaska Lipovca, posebnu nagradu Slobodne Dalmacije za poseban doprinos očuvanju dalmatinske klapske pjesme, u čijem je obrazloženju navedeno kako su „Zadranke pokazale da je moguće stvoriti posebnu varijantu u klapskom pjevanju, izjednačivši se u vrsnosti nastupa s najboljim muškim klapama. Zadranke su utvrdile izvođački standard u ženskom klapskom pjevanju koji je bio i ostao uzorom za niz ženskih skupina koje su se iz godine u godinu pojavljivale na FDK u Omišu.”
Nastupale su i na smotrama dalmatinskih klapa u Zadru, Skradinu, Bibinjama, Solinu, Korčuli, Splitu i Zagrebu te više puta gostovale u inozemstvu. Snimile su dvije LP ploče, u suradnji s FDK Omiš i Splitskim festivalom.
Tijekom Domovinskoga rata održale su niz humanitarnih koncerata diljem Hrvatske i Italije, samo od kolovoza 1992. do srpnja 1993. petnaest koncerata.
Osnivač, prvi i zadnji voditelj klape bio je Zvonko Keran. Klapa je zadnji nastup održala na Božić 1997.

## Omiški festival
Nastupi
Klapa je na Omiškomu festivalu dalmatinskih klapa nastupila ukupno petanest puta, od čega samo dva puta u ženskoj konkurenciji.
- Završne večeri klapa: 1976., 1977., 1978., 1979., 1980., 1981., 1983., 1984., 1985., 1096.
- Završne večeri ženskih klapa: 1991. i 1993.
- Večer novih skladbi: 1984., 1985., 1987., 1988.
- Gosti festivala: 1990.

Nagrade
Zadranke su osvojile osam natjecateljskih nagrada i posebnu nagradu za doprinos razvoju dalmatinske klapske glazbe.
- I. nagrada žirija: 1984., 1986.
- II. nagrada žirija: 1983.
- III. nagrada žirija: 1977., 1985.
- I. nagrada publike: 1984., 1986.
- II. nagrada publike: 1983.
- Nagrada autorima nove skladbe: 1985.
- Apsolutni pobjednici: 1984., 1986.

## Vanjske poveznice
- Klapa Zadranke TVZ , 1987. Mali koncert redatelj: Anton Marti
- Zadranke na YouTubeu